# Muhammad ibn Yahya al-Ninowy
 (juillet 2019).
Muhammad ibn Yahya ibn Muhammad ibn Sa'id ibn Muhammad ibn Ali al-Ninowy, né en 1970, est un érudit islamique, un théologien et un médecin américain d'origine syrienne.

## Origines
Al-Ninowy est né à Alep, en Syrie. Sa lignée remonte au prophète islamique Mahomet,, par l'intermédiaire de son petit-fils Hussein en passant par Moussa al-Kazim (le septième imam des chiites duodécimains). Sa famille vient de Médine, puis de Kerbala où Ibrahim al-Mujab a été enterré et où son quinquisaïeul, Hussein, a été martyrisé, puis de la ville de Mossoul dans l'actuelle province nord irakienne de Ninive, puis d'Alep dans le nord de la Syrie où elle s'est installée il y a quelques centaines d'années[réf. nécessaire].

## Éducation
Al-Ninowy a commencé à étudier auprès de son père, As-Sayyed Yahya ibn Muhammad, et de nombreux érudits à Alep mémorisant le Coran et acquérant des connaissances en sciences islamiques dans la 'Aqîda (théologie islamique), le fiqh (jurisprudence islamique), le hadith (tradition prophétique) et la recherche de l'Ihsan (soufisme), obtenant des ijazat (certificat d'enseignement) dans ces domaines. Il se spécialise en particulier dans les domaines du hadith, du tawhid et du soufisme[réf. nécessaire].
Il a fréquenté la faculté d'Usūl al-Dīn de l'université al-Azhar au Caire où il a étudié sous le patronage de nombreux chercheurs. Il y a obtenu son doctorat en sciences du Hadith. Il a aussi voyagé pour acquérir des connaissances auprès de nombreux érudits qui résidaient en Syrie, à Médine, à La Mecque, au Maroc, en Égypte, au Soudan, en Jordanie, etc.,

## Carrière
Al-Ninowy est le directeur fondateur de l'Institut Madina, du Séminaire Madina et de Planet Mercy, avec des campus aux États-Unis, au Royaume-Uni, au Canada, en Afrique du Sud, en Norvège, au Soudan et en Malaisie[réf. nécessaire].
Par l'intermédiaire des Instituts et Séminaires Madina, Al-Ninowy offre des programmes d'études islamiques destinés à la formation des imams et des théologiens. Al-Ninowy est considéré comme un muhaddith – un savant de la science du hadith[réf. nécessaire].
Il a écrit des livres de théologie, de hadith, d'usul et de sciences du soufisme. Il a été un pionnier, travaillant à la base pour centraliser la « compassion et l'amour inconditionnels » comme thèmes principaux de la religion, et a été un précurseur dans la promotion de la non-violence parmi tous les peuples et les religions, et ce dans le monde entier. Il est notamment l'auteur de Non-violence : un principe islamique fondamental, et a créé une école pour la non-violence et l'étude de la paix fondées sur les principes islamiques[réf. nécessaire].
Le Dr. Al-Ninowy est également un guide spirituel et dirige un ordre mondial soufi Chadhili sous la zaouïa Alawi-Husayni-Ninowi.
En plus d'un doctorat en études islamiques, Al-Ninowy est titulaire d'une licence en microbiologie de l'université de l'Illinois et d'un doctorat en médecine[réf. nécessaire].
De 2001 à 2011, al-Ninowy était l'Imam et le khatib de la mosquée de l'Institut Al-Madina situé à Norcross près d'Atlanta en Géorgie, où il délivrait hebdomadairement la khotba (sermon précédant la prière du vendredi) ainsi qu'un majlis (assise religieuse) sur le hadith et le tawhid. En 2011, il a déménagé son institut pour l'établir à Duluth, une autre banlieue d'Atlanta.
Il participe régulièrement à des conférences sur l'islam, la paix dans le monde et le bien-être de l'humanité.
Al-Ninowy est professeur de théologie et a été professeur de physiologie et d'anatomie à l'université de Géorgie.

## Centre d'études pour la non-violence et la paix
Le Centre d'études pour la non-violence et la paix fait partie intégrante de l'Institut Madina, qui est une destination de choix pour l'éducation islamique dans laquelle les musulmans de tous les milieux peuvent s'engager dans les enseignements islamiques traditionnels et ce dans un environnement sain et tolérant. Le but premier du Centre d'études pour la non-violence et la paix est de poursuivre l'école médinoise de non-violence et de paix telle qu'elle est définie dans l'exemple prophétique, et de défier l'extrémisme mondial, sous ses formes violentes et non-violentes. Le centre d'études pour la non-violence et la paix de l'Institut Madina offre des programmes de diplôme en non-violence.

## Vie privée
Al-Ninowy vit avec sa famille à Atlanta,,. Il est marié et a deux fils et une fille. Son frère Cheikh Sayyid Isa (l'imam de la Masjid Hamzah à Atlanta) et sa mère vivent également à Atlanta[réf. nécessaire].